# 2018年強烈熱帶風暴麗琵
強烈熱帶風暴麗琵（英語：Sereve Tropical Storm Leepi，國際編號：1815，聯合颱風警報中心：WP192018），為2018年太平洋颱風季第15個被命名的熱帶氣旋。「麗琵」一名由老撾提供，是老撾南部的一條瀑布（ນ້ຳຕົກຕາດຫຼີ່ຜີ）。

## 氣象歷史
在颱風珊珊肆虐日本之際，關島附近海域再出現低壓區，美國海軍研究實驗室在8月7日晚上8時給予熱帶擾動編號97W。而聯合颱風警報中心在10日早上6時對該低壓區在1日內發展成熱帶氣旋的機會評為「低」。
初時該低壓區組織紊亂、對流稀疏，不過它所在環境良好，垂直風切變微弱，海水溫度達攝氏30度，有利該系統逐漸整合及旋轉，呈現熱帶氣旋雛形。此時數值預報的預測路徑顯示，該系統大致向西北移動，隨後有機會和熱帶氣旋摩羯及菲律賓東面的低壓區互旋。聯合颱風警報中心在下午2時對該低壓區在1日內發展成熱帶氣旋的機會評級升至「中」。翌日（11日）更跳過評級「高」和熱帶氣旋形成警報，在上午11時直接把該系統升為熱帶低氣壓，給予熱帶氣旋編號19W。日本氣象廳在下午2時跟隨。該熱帶低氣壓循副熱帶高壓脊西南側向東北偏北移動，時速約15公里，附近環境繼續支付發展，加上反氣旋及「熱帶對流層上部槽」打通系統極地方向外流，恊助該熱帶低氣压在當晚快速鞏固其低層環流中心。
聯合颱風警報中心在當晚11時的報文指出該系統正在快速增強，中心被強烈對流雲帶緊緊包裹，且已形成中心密集雲團，因而將該系統升為熱帶風暴。日本氣象廳更是直接跳過烈風警告，在午夜12時把該系統升為熱帶風暴，並命名為麗琵，給予國際編號1815。中國國家氣象中心在12日凌晨12時55分亦把麗琵升為熱帶風暴，至下午2時25分進一步升為強熱帶風暴。
黃昏時麗琵形成「雲捲風眼」，其後衛星雲圖更顯示麗琵發展出風眼，可是不久後即消失。聯合颱風警報中心在當晚11時把麗琵升為颱風，但到翌日（13日）上午11時又降為熱帶風暴。日本氣象廳在上午11時45分把麗琵升為強烈熱帶風暴。聯合颱風警報中心在下午5時將其重新升格為颱風，晚上11時再度降為熱帶風暴。
8月15日凌晨2時，麗琵在日本宮崎縣日向市登陸。下午2時，日本氣象廳將其降格為熱帶性低氣壓。

## 熱帶氣旋警告使用紀錄

### 中國大陸
| 国家气象中心 颱風預警信號 | 国家气象中心 颱風預警信號 | 国家气象中心 颱風預警信號 |
| ------------------------- | ------------------------- | ------------------------- |
| 上一熱帶氣旋              | 颱風藍色預警信號          | 下一熱帶氣旋              |
| 强热带风暴摩羯            | 颱風藍色預警信號          | 貝碧嘉                    |
| 强热带风暴摩羯            | 颱風黃色預警信號          | 貝碧嘉 輕度颱風温比亚     |

## 外部連結
- （日語）日本氣象廳首頁（页面存档备份，存于）
- （英文）美國聯合颱風警報中心首頁（页面存档备份，存于）
- （简体中文）中央氣象台首頁
- （繁體中文）中央氣象局首頁（页面存档备份，存于）
- （繁體中文）香港天文台首頁（页面存档备份，存于）
- （繁體中文）澳門地球物理暨氣象局首頁（页面存档备份，存于）